# Marta Verde
Marta Verde Baqueiro (Pontevedra.1985) es una artista contemporánea  española especializada en arte multimedia y programación creativa.

## Formación académica
Licenciada en Bellas Artes Universidad de Vigo,  Máster en Digital Media Design. Diseño de Interacción en la Escuela Universitaria de Diseño e Ingeniería de Barcelona, Elisava,y Postgrado en Tecnologías Digitales para la Escena en la Escuela de Másteres y Postgrados de la Universidad Pompeu Fabra IDEC-UPF.de  Barcelona y  Fab Academy. Fab Lab UEM Universidad Europea de Madrid y - Fab Lab León.
Los Fab Lab Network fueron creados por el Media Lab del Instituto Tecnológico de Massachusetts [MIT) y forman parte de la red internacional Fab Lab Network, promovida por el Center for Bits and Atoms [CBA]. Estos espacios están liderados por expertos en fabricación digital,  que se han formado a través del programa Fab Academy,  impartido desde el Center for Bits and Atoms [CBA] del M.I T.

## Trayectoria profesional
Especializada en arte interactivo, desarrolla entornos y experiencias interactivas audiovisuales en espacios lúdicos, culturales y expositivos que generen experiencias en los usuarios. Como freelance creative coder (codificador creativo autónomo) ha participado en congresos y festivales con instalaciones, performances y programación. Entre otros podemos citar el Primavera Sound (2019), Mira (2018) Mobile World Congress (2018), Arco (2018), Mad Cool & BBK Live (2017) o el Big Data Spain (2016).
- Participa en la exposición Galicia XXI. O design como motor.Porto Design Biennale. Porto – Portugal (2019)[7]
- Formas do Deseño.Auditorio de Galicia. Santiago de Compostela (2019).[8]
- DRIFT. Mac La Coruña (2018).[9]

## Certificaciones
- Max/MSP Certified Trainer [10]

## Reconocimientos
- IV Premio Alumni Uvigo Categoría Humanidades
- Maker de Mérito. Galicia Maker Faire 2025.
- Premio en la categoría de Música en los premios We:now junto a José Venditti por el Álbum Audiovisual "Espectro Dorado" . 2024 [11]
- Segundo puesto en AI Song Contest 2022 (PAMP) [12]
- Mejor Artista audiovisual en los Vicious Music Awards 2018 y 2016 (nominación)[13]
- Mejor diseño industrial. Clúster Audiovisual Galego, Finsa Global Refuge (2017)[14]
- Laus Bronze. dotherightclick studio, Kallpa for Wayra (2015)[1]

## Colaboraciones destacadas como visualista
Músicos y artistas
Projecto Trepia, Yugen Kala, Anthony Rother (Fanzine Fest, A Coruña, 2021), Juanma LoDo, Cruhda, Le Parody, Fasenuova (LEV Festival 15 Aniversario, Gijón), Christoph de Babalon (MIRA Festival Barcelona, 2019), Aleksi Perälä (Dnit Caixaforum Barcelona, 2024), Carlos Gómez, Alex Warp, Nikka, Odagled, Valentín Huedo, Tensal (LEV Matadero 2019, Madrid), jjjoss, Schlappi, Chinowski, Mounqup, DJ Mil, Juanjo Jorganes, El Búho, Evan If, BFlecha, Tanxugueiras (Benidorm Fest 2022, "O derradeiro diluvio" Coliseum A Coruña 2023), José Venditti, Daniel Van Lion, Nuria Sotelo, Trömmel, Julián Elvira (Martin E. Segal Theater, NY , 2015), Promising/Youngster, Gilberto Gil, Artur M Puga, Javier Martín, Dulzaro, Dionisio González

#### Festivales y eventos
- Sonar +D (Barcelona) 2024
- Ars Electronica (Linz, Austria) 2024

#### Instituciones educativas y tecnológicas
- Berklee College of Music (Valencia y Boston)
- IED Madrid (Istituto Europeo di Design)
- UOC (Universitat Oberta de Catalunya)
- Universidad Politécnica de Madrid. ETSAM (Escuela Técnica Superior de Arquitectura de Madrid )
- BAU (College of Arts & Design Barcelona)

## Apariciones en medios
- RTVG Podcast: Movendo Marcos. Tempada 1. https://www.agalega.gal/videos/detail/249233-movendo-marcos-6-marta-verde
- Visualists: those who see beyond. 2019 [23][24]
- Clot Magazine. 2018  [25]
- El País Retina. 2019 [26]